# Joseph Noyon
Joseph Noyon (Sneek, 9 januari 1737 – aldaar, 18 november 1796) was een koopman, vroedschap en burgemeester van de stad Sneek in Friesland. Hij stamde af uit de hugenotenfamilie Noyon.

## Leven en werk
Noyon was de oudste zoon van Petrus (ook Pytter) Noyon en Antie Thomas Gonggrijp. Hij trad op 19 augustus 1759 in Joure in het huwelijk met Geertruida Bernardus Munniks (1732-1806). Na het overlijden van zijn vader in 1760 verhuisden zij naar zijn ouderlijk huis De Swaen op het Grootzand. 
Noyon was koopman en vervulde in Sneek enkele regentenfuncties. Zo werd hij in 1769 lid van de vroedschap van Sneek. In 1773 en in 1779 was hij bouwmeester, in 1786 schepen en in 1794 burgemeester van Sneek. Na de inval van de Fransen werd hij afgezet als burgemeester. 
Noyon overleed in 1796 aan een keelziekte na vijf dagen koorts. Zijn zoon, de latere notaris en belastingontvanger Petrus Simeon Noyon zou in 1815 eveneens lid van de vroedschap van Sneek worden.